# Manny Edmonds
Pour les articles homonymes, voir Edmonds.
Pas d'image ? Cliquez ici

a Compétitions nationales et continentales officielles uniquement.

b Matchs officiels uniquement.
Dernière mise à jour le 4 septembre 2018.
Manuel Edmonds (dit Manny), né le 12 avril 1977 à Ashburton (Nouvelle-Zélande), est un joueur de rugby à XV australien. Il a joué en équipe d'Australie et a évolué au poste de demi d'ouverture ou arrière au sein de l'effectif de l'USA Perpignan (1,83 m pour 94 kg) en tant que joker medical, avant de partir entraîner les espoirs de l'USA Perpignan.
Il est de novembre 2012 à décembre 2016, l'entraîneur des lignes arrière puis l'entraîneur principal de l'AS Béziers. À partir de l'été 2017, il rejoint le RC Toulon pour s’occuper des skills et des trois-quarts. À la suite d'une saison difficile conclue par une élimination en quart-de-finale de Champions Cup et en barrage de Top 14, le staff du RC Toulon n'est pas conservé.

## Carrière

### En club
- 1998-2002 : Waratahs (Super 12)  Australie
- 2002-2007 : USA Perpignan  France
- 2007-2010 : Aviron bayonnais  France
- 2010 : USA Perpignan  France (joker medical)

Le 24 mai 2003, il est titulaire avec l'USA Perpignan, associé à Ludovic Loustau à la charnière, en finale de la Coupe d'Europe au Lansdowne Road de Dublin face au Stade toulousain. Il marque quatre pénalités au cours du match mais les catalans ne parviennent pas à s'imposer, s'inclinant 22 à 17 face aux toulousains qui remportent le titre de champions d'Europe.

### En équipe nationale
Il a honoré sa première cape internationale en équipe d'Australie le 22 septembre 1998 contre l'équipe des Tonga.

### En entraîneur
- 2010-2011 : USA Perpignan Espoir
- 2012- Décembre 2016 : AS Béziers
- 2017-2018 : RC Toulon
- 2018-2022 : Oyonnax rugby
- Juin-décembre 2022 : SU Agen

| Saison      | Club          | Division | Poste                | Classement                 | Coupe d'Europe             | Challenge européen |
| ----------- | ------------- | -------- | -------------------- | -------------------------- | -------------------------- | ------------------ |
| 2012 - 2013 | AS Béziers    | Pro D2   | Arrières             | 12e                        | -                          | -                  |
| 2013 - 2014 | AS Béziers    | Pro D2   | Arrières             | 10e                        | -                          | -                  |
| 2014 - 2015 | AS Béziers    | Pro D2   | Arrières             | 11e                        | -                          | -                  |
| 2015 - 2016 | AS Béziers    | Pro D2   | Entraîneur Principal | 6e                         | -                          | -                  |
| 2017 - 2018 | RC Toulon     | Top 14   | Arrières             | 4e, éliminé en barrages    | Éliminé en quart-de-finale | -                  |
| 2018 - 2019 | Oyonnax rugby | Pro D2   | Arrières             | 4e, éliminé en demi-finale | -                          | -                  |
| 2019 - 2020 | Oyonnax rugby | Pro D2   | Arrières             | 4e (arrêt du championnat)  | -                          | -                  |
| 2020 - 2021 | Oyonnax rugby | Pro D2   | Arrières             | 4e, éliminé en demi-finale | -                          | -                  |
| 2021 - 2022 | Oyonnax rugby | Pro D2   | Arrières             | 3e, éliminé en demi-finale | -                          | -                  |

## Palmarès

### En club
- Finaliste de la coupe d'Europe en 2003 avec l'USA Perpignan
- Finaliste du championnat de France en 2004 avec l'USA Perpignan

### En équipe nationale
- 2 sélections en équipe d'Australie en 1998 et 2001
- 2 essais, 1 pénalité, 5 transformations (23 points)
- Équipe d'Australie A : 2 sélections à l'été 2002 (France A)

### Personnel
- Élu meilleur joueur du Top 16 par ses pairs : 2004